# アブドゥ・コンテ
アブドゥ・カドリ・コンテ（ポルトガル語: Abdu Cadri Conté、1998年3月24日 - ）は、ポルトガルとギニアビサウのサッカー選手。ポジションはDF。

## クラブ歴
SFダマイエンセの下部組織から13歳の時にスポルティング・クルーベ・デ・ポルトゥガルの下部組織に移籍。2017年1月7日にセカンドチームで選手初出場。トップチームの試合にもベンチ入りし、セカンドチームでは24試合に出場したがチームは降格した。
2019年7月22日にプリメイラ・リーガのモレイレンセFCに4年契約で移籍。8月23日に移籍後初出場。67試合7アシストを記録した。
2022年1月12日に4年半契約でESTACに移籍。

## 代表歴
ギニアビサウ生まれであるが、年代別代表ではポルトガル代表として出場している。
U-19代表ではUEFA U-19欧州選手権2017に出場した。
U-21代表ではUEFA U-21欧州選手権2021の決勝トーナメントでティエリー・コレイアが新型コロナウイルス感染症陽性反応のために不参加となり、その代わりに招集された。